# Кривавий лист
Кривавий лист (в'єт. Thiên Mệnh Anh Hùng), також випущений як Меч асасина  — в'єтнамський фентезійний бойовик про в'єтнамські бойові мистецтва режисера Віктора Ву. Він був спродюсований компаніями Phuong Nam Films і Saiga Films спільно з BHD та випущений у В'єтнамі 20 січня 2012 року компанією Megastar Media. Один з найдорожчих фільмів в історії в'єтнамського кіно, вважається першим у своєму роді фільмом «Kiem Hiep» («Пригоди бійця меча») у В'єтнамі. Стрічка повинна була стати номінантом від В'єтнаму на 86-ту премію академії Оскар у категорії «Найкращий фільм іноземною мовою». Однак 19 вересня 2013 року Національний департамент кіно оголосив, що фільм не відповідає критеріям AMPAS для розповсюдження.

## Сюжет
Сюжет адаптований з популярного роману "Bức Huyết Thư" Bii Anh Tấn", на основі реальних життєвих подій Нгуєна Ан Ву, офіцера королівського двору в епоху імператора Ло Тон Тонга. На очах маленького хлопчика солдати вбивають всю родину. Від загибелі дитина ховається у стінах віддаленого монастиря, де ним опікується одинокий монах, що доглядає за монастирем (він і навчає героя бойовим мистецтвам). Коли хлопчик підростає та дізнається історію своєї сім'ї, він бажає тільки одного - помститися. Він - єдиний нащадок  шляхтича Нгуєна Трая, який був обезголовлений разом з іншою частиною його сім'ї, через причетність до смерті Короля. Два євнухи з Королівського двору дізнались правду і намагались втекти, але їх переслідували. Один з євнухів написав перед смертю  свої свідчення кров'ю. Кривавий лист зникає. Нгуєн Ву дізнається про існування якогось листа, що може йому допомогти, та відправляється на його пошуки, щоб знайти відповіді на питання та очистити прізвище свого діда. Дорогою він зустрічає двох сестер, які також прагнуть помститися Королівському суду.

## У ролях
- Хюн Донг — Нгуєн Ву
- Майду — Хоа Сюань
- Ван Чанг — імператриця Довагер Туйон Ту
- Кхуонг Нгок — Тран Туонг Кан
- Ван Ан — Ль Нгі Дан, принц Лонг Сон
- Мін Тхуан — Су Фу
- Джейві Май Хіп — Ле Дай Нянь

## Додаткова інформація
Головним режисером бойових мистецтв для фільму виступив актор Джонні Три Нгуєн.
Це 5-й спільний фільм Ван Чанг і Кхуонг Нгок.
Актор Кхуонг Нгок написав пісню «Heroic Destiny», як музичну тему для фільму.
Кадри фільму були зняті в Нінь Бінь, Тунелях Кучі і Ханої.